# Leybourne
Leybourne es una parroquia civil y un pueblo del distrito de Tonbridge and Malling, en el condado de Kent (Inglaterra).

## Geografía
Según la Oficina Nacional de Estadística británica, Leybourne tiene una superficie de 2,72 km².

## Demografía
Según el censo de 2001, Leybourne tenía 3235 habitantes (48,25% varones, 51,75% mujeres) y una densidad de población de 1189,34 hab/km². El 25,04% eran menores de 16 años, el 71,19% tenían entre 16 y 74 y el 3,77% eran mayores de 74. La media de edad era de 34,45 años. Del total de habitantes con 16 o más años, el 24,08% estaban solteros, el 62,02% casados y el 13,9% divorciados o viudos.
El 96,04% de los habitantes eran originarios del Reino Unido. El resto de países europeos englobaban al 1,17% de la población, mientras que el 2,78% había nacido en cualquier otro lugar. Según su grupo étnico, el 98,27% eran blancos, el 0,77% mestizos, el 0,43% asiáticos, el 0,09% negros, el 0,31% chinos y el 0,12% de cualquier otro. El cristianismo era profesado por el 81,16%, el budismo por el 0,34%, el islam por el 0,28% y cualquier otra religión, salvo el hinduismo, el judaísmo y el sijismo, por el 0,12%. El 12,31% no eran religiosos y el 5,78% no marcaron ninguna opción en el censo.
1697 habitantes eran económicamente activos, 1664 de ellos (98,06%) empleados y 33 (1,94%) desempleados. Había 1232 hogares con residentes, 18 vacíos y 3 eran alojamientos vacacionales o segundas residencias.